# Viktor Šuvalov
Viktor Šuvalov (rusky : Виктор Григорьевич Шувалов) (15. prosince 1923 Ruzajevka – 19. dubna 2021) byl sovětský reprezentační hokejový útočník. Je členem Ruské a sovětské hokejové síně slávy (členem od roku 1953).
S reprezentací Sovětského svazu získal jednu zlatou olympijskou medaili (1956). Dále je držitelem jednoho zlata (1954) a jedno stříbro (1955) z MS.